# Odalengo Grande
Odalengo Grande é uma comuna italiana da região do Piemonte, província de Alexandria, com cerca de 527 habitantes. Estende-se por uma área de 15 km², tendo uma densidade populacional de 35 hab/km². Faz fronteira com Cerrina Monferrato, Murisengo, Odalengo Piccolo, Robella (AT), Verrua Savoia (TO), Villadeati, Villamiroglio.

## Demografia
| Variação demográfica do município entre 1861 e 2011                               |
|                                                                                   |
| Fonte: Istituto Nazionale di Statistica (ISTAT) - Elaboração gráfica da Wikipedia |